# Hajdú László (tanító)
Hajdú László (Nagykőrös, 1843. március 29. – Nagykőrös, 1905. február 7.) gyakorlóiskolai tanító.

## Élete
Hajdú Pál és monoki Kis Éva fia. Apja tízéves korában meghalt és ő anyja gondjai alatt nevelkedett. Nagykőrösön végezte az elemi iskolákat és a tanítóképző két évi folyamát 1860-ban; ekkor a négy osztályú leányiskolában helyettes tanítónak alkalmazták; 1862. augusztus 20-án a nagykőrösi református egyháztanács megválasztotta a központi református fiúiskolák 3. osztályába állandó tanítónak. 1870. július 10-én az ottan ez évben újraszervezett tanítóképző intézeti gyakorló-iskolának vezetésével bízták meg. 1892-ben a kecskeméti református egyházmegye tanügyi bizottsága megválasztotta tagjának.
Cikkei a Népnevelők Lapjában (1877. A munkatanítás az elemi népiskolában), a Nagy-Kőrösben (1878. A népiskolai takarékpénztárakról.)

## Munkái
- Egyetemes földirat az elemi népiskolák III., IV. és. V. osztálya számára Kecskemét, 1876. (2. k. 1877., 3. k. 1878.. 4. k. 1879. ő. k. 1880. Kecskemét, 10. k. 1885., 11. k. 1888. Nagy Kőrösön; eddig 18 kiadása.)
- Nagy-Kőrös és Pest-Kiskunmegye földleírása, elemi népiskolák III. osztálya számára Kecskemét, 1880. (2. kiadás. Nagy-Kőrös, 1883... (eddig négy kiadása.)
- Természetrajz az elemi népiskolák számára. Bpest, 1880. (2. k. 1883., 3. k. 1887., 4. k. 1889., 5. és 6. k. 1891. Bpest.)